# Wszystko gra (film 2016)
Wszystko gra (również: #WszystkoGra) – polski film muzyczny z 2016 roku w reżyserii Agnieszki Glińskiej.

## Opis fabuły
Film "#WszystkoGra" to historia o poszukiwaniu szczęścia, miłości i radości życia. Zosia (Eliza Rycembel) próbuje zmienić świat za pomocą sztuki. Jej matka (Kinga Preis) niespodziewanie spotyka na swojej drodze kogoś wyjątkowego. Babcia (Stanisława Celińska) ukrywa tajemnicę z przeszłości. Trzy kobiety spróbują ocalić rodzinny dom. Przeżyją niejedną perypetię, by przekonać się, czego pragną.

## Obsada
| Aktor                     | Rola                        |
| ------------------------- | --------------------------- |
| Kinga Preis               | Roma                        |
| Eliza Rycembel            | Zosia Prababcia             |
| Stanisława Celińska       | Helena Raniewska            |
| Sebastian Fabijański      | Staszek Borucki             |
| Antoni Pawlicki           | Antoni Lis Woland Lis       |
| Anna Tomaszewska          | Franciszka                  |
| Krzysztof Stroiński       | Pan Tadzio                  |
| Paweł Wawrzecki           | Pan Władzio                 |
| Bartosz Żuchowski         | Bartek                      |
| Karolina Czarnecka        | Wanda                       |
| Irena Melcer              | Basia                       |
| Monika Krzywkowska        | Mama Basi                   |
| Grzegorz Małecki          | Pełnomocnik Jerzy Łopach    |
| Przemysław Bluszcz        | Prezes klubu piłkarskiego   |
| Marcin Januszkiewicz      | Członek zespołu kameralnego |
| Zbigniew Chojnacki        | Członek zespołu kameralnego |
| Łukasz Czekała            | Członek zespołu kameralnego |
| Piotr Domagalski          | Członek zespołu kameralnego |
| Monika Szalaty            | Pani Basia                  |
| Lena Schimscheiner        | Asystentka                  |
| Aleksandra Adamska        | Koleżanka prababci          |
| Ewa Porębska              | Koleżanka prababci          |
| Przemysław Kaczyński      | Kolega z teatru             |
| Michał Żerucha            | Kolega z teatru             |
| Marek Grabiniok           | Kolega z teatru             |
| Maja Kwiatkowska          | Mama babci                  |
| Żaneta Kurcewicz          | Policjantka                 |
| Maria Stefańska-Nowicka   | Policjantka                 |
| Wojciech Chorąży          | Policjant                   |
| Franciszek Przybylski     | Kolega Bartka               |
| Wojciech Żołądkowicz      | Komornik                    |
| Jacek Kurowski            | Dziennikarz                 |
| Karol Kowal               | Kontrabasista               |
| Karol Podkul              | Akordeonista                |
| Rafał Dutkiewicz          | Perkusista                  |
| Witold Haliniak           | Puzonista                   |
| Julia Adamczyk            | Tancerka                    |
| Ilona Bekier              | Tancerka                    |
| Karolina Dziemieszkiewicz | Tancerka                    |
| Paulina Kubicka           | Tancerka                    |
| Klaudia Sadło             | Tancerka                    |
| Beata Nawrot              | Tancerka                    |
| Katarzyna Mieczkowska     | Tancerka                    |
| Paulina Maciejewska       | Tancerka                    |
| Julia Żytko               | Tancerka                    |
| Artur Golec               | Tancerz                     |
| Tomasz Prządka            | Tancerz                     |
| Łukasz Józefowicz         | Tancerz                     |
| Igor Leonik               | Tancerz                     |
| Łukasz Dzwoniarski        | Tancerz                     |
| Łukasz Frydrychewicz      | Tancerz                     |
| Szymon Grosse             | Tancerz                     |
| Piotr Jeznach             | Tancerz                     |
| Włodzimierz Kołobycz      | Tancerz                     |
| Kamil Kuroczko            | Tancerz                     |
| Adrian Miś                | Tancerz                     |
| Tomasz Nakielski          | Tancerz                     |
| Paweł Olewiński           | Tancerz                     |
| Mateusz Pindelski         | Tancerz                     |
| Łukasz Rochna             | Tancerz                     |
| Krzysztof Stelmach        | Tancerz                     |
| Bartosz Szukiel           | Tancerz                     |
| Marcin Wojtkowiak         | Tancerz                     |
| Kamil Zdzierak            | Tancerz                     |
| Jurij Żurajew             | Tancerz                     |

## Produkcja
Zdjęcia do filmu realizowano od lipca do sierpnia 2015 w Warszawie.

## Ścieżka dźwiękowa
| Tytuł piosenki           | Wykonawca           | Cover                                                                           |
| ------------------------ | ------------------- | ------------------------------------------------------------------------------- |
| Warszawa                 | T. Love             | Eliza Rycembel, Karolina Czarnecka, Irena Melcer                                |
| Radość o poranku         | Marlena Drozdowska  | Kinga Preis, Eliza Rycembel                                                     |
| Moje serce pełne Ciebie  | Tilt                | Bartosz Żuchowski                                                               |
| Szare miraże             | Maanam              | Eliza Rycembel                                                                  |
| Bossa Nova do poduszki   | Maryla Rodowicz     | Kinga Preis, Sebastian Fabijański                                               |
| Ale wkoło jest wesoło    | Perfect             | Sebastian Fabijański, Eliza Rycembel, Karolina Czarnecka, Irena Mercel          |
| Mam dość                 | Lombard             | Eliza Rycembel                                                                  |
| Jej portret              | Bogusław Mec        | Stanisława Celińska, Kinga Preis, Eliza Rycembel                                |
| Szare miraże 2           | Maanam              | Eliza Rycembel                                                                  |
| Do łezki, łezka          | Maryla Rodowicz     | Kinga Preis                                                                     |
| Nie dokazuj              | Marek Grechuta      | Marcin Januszkiewicz, Zbigniew Chojnacki, Łukasz Czekała, Piotr Domagalski      |
| Świecie nasz             | Marek Grechuta      | Stanisława Celińska, Kinga Preis, Eliza Rycembel, Marcin Januszkiewicz          |
| Małe tęsknoty            | Krystyna Prońko     | Krzysztof Stroiński                                                             |
| Tych lat nie odda nikt   | Irena Santor        | Stanisława Celińska, Eliza Rycembel, Agnieszka Pawełkiewicz, Aleksandra Adamska |
| Wszystko czego dziś chcę | Izabela Trojanowska | Eliza Rycembel, Karolina Czarnecka, Irena Melcer                                |

## Nominacje[5]

### Orły 2017
- Najlepszy dźwięk: Marek Wronko

### Węże 2017
- Wielki Wąż:
  - Najgorszy film
- Wąż:
  - Najgorsza aktorka: Eliza Rycembel
  - Najgorszy aktor: Antoni Pawlicki
  - Najgorsza reżyseria: Agnieszka Glińska
  - Najgorszy scenariusz: Agnieszka Glińska, Marta Konarzewska
  - Występ poniżej godności: Kinga Preis
  - Najgorszy teledysk okołofilmowy: Ale wkoło jest wesoło, wyk. Sebastian Fabijański